# Nolasena rutilans
Nolasena rutilans là một loài bướm đêm trong họ Noctuidae.